# 戍台澎故兵墓
戍台澎故兵墓，位于中国广东省汕头市南澳县深澳镇吴平寨村，现为南澳县文物保护单位，类型为古墓葬，公布时间为1992年8月15日。
戍台澎故兵墓的历史年代为清代。